# Dytaster intermedius
Dytaster intermedius is een kamster uit de familie Astropectinidae.
De wetenschappelijke naam van de soort werd in 1891 gepubliceerd door Edmond Perrier.